# A Sand County Almanac
A Sand County Almanac: And Sketches Here and There, publicado em Portugal com o título Pensar Como uma Montanha – A Sand County Almanac e, no Brasil, com o título Almanaque de Um Condado Arenoso e Alguns Ensaios Sobre Outros Lugares, é um livro de não-ficção do ecólogo, engenheiro florestal e conservacionista Aldo Leopold, publicado postumamente em 1949.
Descrevendo as terras em torno de sua casa no condado de Sauk, em Wisconsin, nesta coleção de ensaios Leopold advoga a ideia de uma "ética da terra", uma relação responsável do homem para com as terras que habita. Além de ter fornecido bases teóricas e éticas para o conservacionismo e o ambientalismo, A Sand County Almanac estimulou grande interesse pela ecologia como ciência, contribuindo para o reconhecimento de Leopold como "pai da ecologia" nos Estados Unidos.
Editado e publicado por seu filho Luna um ano depois de sua morte, o livro é considerado um marco do movimento conservacionista e teve mais de dois milhões de exemplares impressos em doze idiomas.

## Visão geral
A Sand County Almanac  é uma combinação de história natural, pintura com palavras e filosofia. Ele é talvez mais conhecido pela sua definição de ética da terra:  
"Uma coisa é correta quando tende a preservar a integridade, estabilidade e beleza da comunidade biótica. É errada quando tende ao contrário."
A publicação original foi feita pela Oxford University Press em 1949. Ela incorporou um número de ensaios previamente publicados por Leopold em revistas populares de caça e conservação, juntamente com um conjunto de textos de caráter mais filosófico até então inéditos.
O conjunto foi reunido por Luna Leopold logo após a morte de seu pai, mas baseado em notas deste, e presumivelmente reflete as intenções do próprio Aldo Leopold. Algumas edições posteriores mudaram o formato e o conteúdo dos ensaios incluídos no original.
Na publicação original, o livro começa com um conjunto de ensaios sob o título Sand County Almanac, que é dividido em doze segmentos, um para cada mês do ano. Esses ensaios em geral descrevem as alterações na ecologia da fazenda de Leopold na localidade informalmente chamada Sand County, perto de Baraboo, Wisconsin, e incluem menções a temas de conservação e anedotas e observações sobre as reações da flora e da fauna às estações do ano.
A segunda seção do livro, And Sketches Here and There, desloca o foco da narrativa do tempo para o lugar. Os ensaios são organizadas tematicamente em torno de fazendas e áreas selvagens do Canadá, México e Estados Unidos. Alguns destes ensaios são autobiográficos. Red Legs Kicking, por exemplo, reconta as experiências da infância de Leopold caçando no estado de Iowa. O ensaio seminal Thinking Like a Mountain lembra outra experiência de caça, posterior em sua vida, que foi determinante para seus pontos de vista. Nele Leopold descreve a morte de uma loba, morta por seu grupo de caça, em um período em que conservacionistas supunham que a eliminação de predadores permitiria a outras espécies florecer. O ensaio fornece uma caracterização não-técnica da cascata trófica, em que a remoção de uma única espécie acarreta sérias implicações para o restante do ecossistema.
O livro termina com ensaios filosóficos agrupados sob o título The Upshot, que essencialmente exploram as ironias da conservação. Segundo ele, a fim de promover uma maior apreciação da natureza e gerar o apoio político necessário, é comum incentivar um uso com fins de lazer que, em última análise, a destrói. Também, suas reflexões sobre troféus de caça buscam pôr em xeque a necessidade de alguns caçadores de guardarem amostras físicas da caça para provar suas proezas, sendo que fotografias podem ser muito menos prejudiciais. Ele sugere que o melhor troféu do caçador é na verdade poder experienciar a natureza selvagem, que segundo ele teria o poder de desenvolver as qualidades do homem. Leopold também critica a prática dos formuladores de políticas públicas de buscarem encontrar motivos econômicos para a conservação. 
No último ensaio do livro, A Land Ethic, Leopold desenvolve fundamentações mais elaboradas para a conservação. Na seção The Ecological Conscience ele escreve que "a Conservação é um estado de harmonia entre o homem e a terra". Leopold considera que à época já havia consenso de que mais educação conservacionista era necessária, mas que no entanto a quantidade e o conteúdo dessa educação ainda encontravam-se abertos ao debate. Ele afirma que a terra não é uma mercadoria a ser possuída e que os seres humanos devem respeitar a Terra, a fim de não destruí-la, e filosofa que os seres humanos deixarão de ser livres se não tiverem acesso a espaços selvagem.
Em 1978 a casa de Leopold foi protegida pelo estatuto National Register of Historic Places, sob o nome Aldo Leopold Shack and Farm.

## Importância e influência
Em uma pesquisa de 1990 da American Nature Study Society, A Sand County Almanac e Primavera Silenciosa, de Rachel Carson, permanecem os dois livros sobre meio ambiente mais venerados e significativos do século XX nos Estados Unidos. O livro foi pouco notado quando publicado, mas, durante a revolução ambiental da década de 1970, uma edição em brochura surpreendentemente transformou-se em best-seller. Ele ainda vende cerca de quarenta mil exemplares por ano, somente nos EUA.
O livro tem tido imensa influência na cultura popular e é descrito como "um dos títulos fundamentais do movimento ecológico", "uma grande influência na atitude americana em relação ao nosso meio ambiente natural", e "uma peça clássica de literatura sobre o meio ambiente, rivalizando com Walden de Thoreau".
O livro também teve grande influência sobre os pensadores ambientais, tendo atraído "enorme atenção de filósofos ambientais, como fonte de inspiração e idéias". Leopold, por conta de seu livro, é citado como um dos fundadores da Ecologia profunda.